# Saint Mary's (Islas Sorlingas)

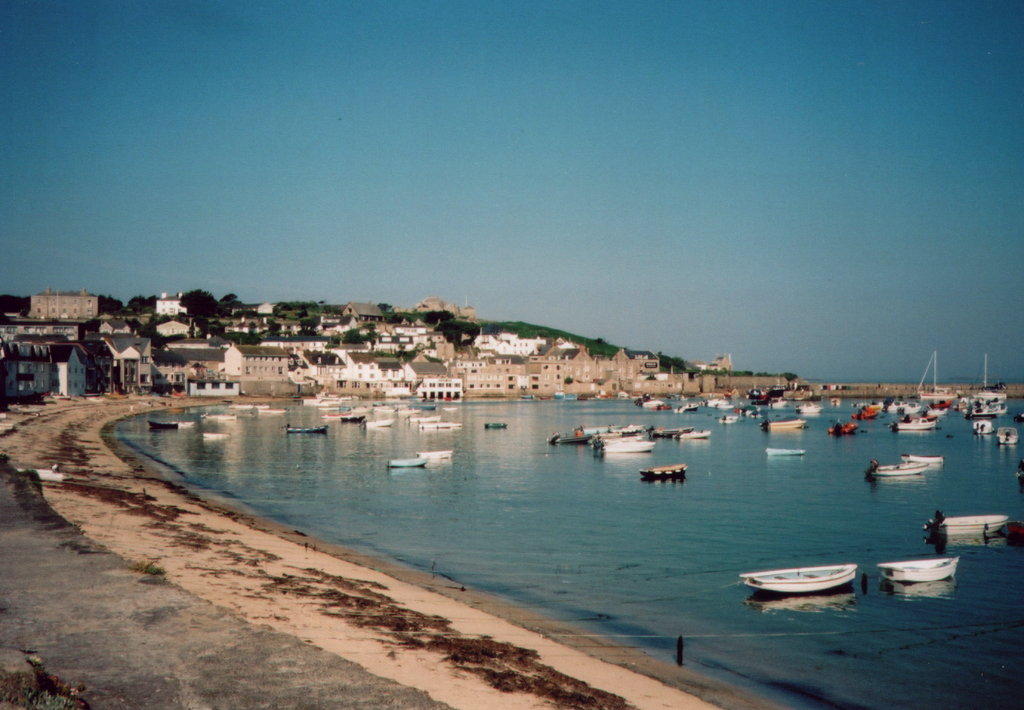
La playa de Hugh Town.

Saint Mary’s (córnico: Ennor) es la más grande y más poblada (1.666 según el censo de 2001) de las islas Sorlingas, un archipiélago en el condado inglés de Cornualles. La villa más grande del archipiélago, Hugh Town, está en el suroeste de la isla. Desde 1949 Hugh Town es la única parte de la isla que es la propiedad de sus habitantes – el resto es en el Ducado de Cornualles y es la propiedad del Duque de Cornualles, actualmente el Príncipe Guillermo de Gales.

## Transporte
La isla tiene un aeropuerto en su sureste, que tuvo 114 000 pasajeros en 2010. Un servicio por helicóptero enlaza Saint Mary’s con Penzance, un pueblo en el oeste de la tierra firme de Cornualles. Aviones vuelan del aeropuerto a Land's End (el término de la tierra firma del condado), Newquay (también en la tierra firma), Exeter, Bristol y Southampton. El aeropuerto es la sede del departamento de bomberos de las Islas Sorlingas.
Más oeste que Hugh Town, hay un puerto de transbordadores, con servicios a las cuatro otras islas grandes del archipiélago: Tresco, Saint Martin's, Bryher y Saint Agnes. La única línea a la tierra firma de Gran Bretaña es de marzo hasta noviembre. Enlaza la isla a Penzance.

## Habitantes famosos
Harold Wilson, primer ministro británico de 1974 hasta 1976, fue sepultado en el cementerio de la iglesia vieja de Saint Mary’s en junio de 1995.

## Localidades
- Hugh Town (1.068)
- Old Town
- Maypole
- Porthloo
- Holy Vale
- Rocky Hill
- Telegraph